# World Policy Conference
Pour les articles homonymes, voir WPC.
La World Policy Conference (WPC) ou la Conférence sur la politique mondiale est une conférence annuelle, fondée en 2008, par Thierry de Montbrial.
En 2017, la World Policy Conference est classée 3e meilleure conférence de think tank à l'échelle mondiale, selon le classement des think tanks de l’université de Pennsylvanie, États-Unis.

## Histoire
Lancée en 2008 par l'Institut français des relations internationales (Ifri), à l'initiative de son fondateur et président Thierry de Montbrial, la World Policy Conference (WPC) est la première tentative d'une réflexion systématique pour l'organisation d'une gouvernance mondiale adaptée aux réalités du XXIe siècle, associant décideurs, experts et leaders d'opinion au plus haut niveau.
La World Policy Conference (WPC) est une organisation indépendante, dont l'objectif est de contribuer à améliorer la gouvernance dans tous ses aspects afin de promouvoir un monde plus ouvert, plus prospère, plus juste et respectueux de la diversité des États et des nations. 
Sa réunion annuelle s'articule autour de débats qui rassemblent des dirigeants politiques et économiques, des diplomates, des représentants de la société civile, des experts et des journalistes du monde entier. Dans un climat de confiance et un esprit de tolérance, il s'agit de réfléchir, de débattre et de proposer des solutions constructives aux grands enjeux régionaux et internationaux.
La première édition s'est tenue à Evian, du 6 au 8 octobre 2008.

## Fondements
La World Policy Conference (WPC) a été fondée en accord avec trois principes majeurs,.

### Mondialisation
La World Policy Conference (WPC) s'inscrit dans un contexte de mondialisation de plus en plus marqué où l’interdépendance des différents pays, que ce soit sur le plan politique, économique ou environnemental, n’a jamais été aussi forte. L’année de sa création, en 2008, la WPC avait ainsi pu aborder le sujet de la crise des subprimes qui venait d’éclater aux États-Unis et qui n’a depuis épargné aucun continent.

### Relations internationales
Malgré les phénomènes de mondialisation, le monde reste structuré autour des unités politiques que sont les États, caractérisés par un territoire, une population et un gouvernement, organisés autour d’une culture, de valeurs communes et d’institutions propres, et délimités par des frontières qui restent bien marquées.

### Gouvernance mondiale
Dans le but d’assurer une bonne gouvernance mondiale, les États doivent se réformer et coopérer. Mais ils ne doivent pas être les seuls à aller dans ce sens. Les ONG ainsi que les think tanks, dont l’Ifri, ont également pour mission de participer au processus. Il convient de passer par des instances de décision où chaque membre a voix au chapitre et influe sur les choix qui s’opèrent. Enfin, les institutions mondiales (ONU), régionales (Union africaine, Ligue des États arabes), ou encore spécialisées (FMI, Banque mondiale, Agence internationale de l’énergie, Organisation mondiale de la santé) doivent s’adapter à la nouvelle configuration mondiale et trouver les solutions adéquates.

## Invités
La World Policy Conference (WPC) réunit chaque année des personnalités du monde politique, économique et social : chefs d’État ou de gouvernement, ministres, sénateurs, députés, ambassadeurs, chefs d’entreprise, experts, journalistes - ou encore membres d’ONG. Parmi les invités des quatorze premières éditions on peut citer :
- Patrick Achi (Premier ministre de Côte d’Ivoire)[10]
- Masood Ahmed (directeur du département Moyen-Orient et Asie Centrale du FMI)
- Martti Ahtisaari (ancien président de la république de Finlande)
- Khalid Bin Mohammed Al Attiyah (alors ministre des Affaires étrangères de l'État du Qatar)[11]
- Sheikh Abdullah bin Naser bin Khalifa Al-Thani (Premier ministre du Qatar)
- Cheikh Mohammed bin Abdulrahman bin Jassim Al-Thani (ministre des Affaires étrangères de l'État du Qatar)
- S.A.R. le prince Turki Al-Faisal (président du Centre du Roi Fayçal pour la recherche et les études islamiques)[12],[13]
- Yukiya Amano (directeur général de l’Agence internationale de l'énergie atomique)
- Youssef Amrani (cabinet royal, Maroc)[14]
- Yutaka Aso (président d’Aso Group)
- Jean-Marc Ayrault (ministre des Affaires étrangères et du développement international, France)
- Robert Badinter (ancien ministre de la Justice, garde des Sceaux, France)
- Bertrand Badré (alors directeur général et directeur financier du groupe de la Banque mondiale)
- Ban Ki-moon (secrétaire général des Nations unies)[15]
- Ehud Barak (ancien Premier ministre d’Israël)[16]
- Sébastien Bazin (président-directeur général, AccorHotels)
- Marek Belka (président de la Banque nationale de Pologne)[11]
- Charles-Edouard Bouée (président-directeur général, Roland Berger Strategy Consultants)
- Nasser Bourita (ministre des Affaires étrangères et de la Coopération internationale du Maroc)
- Ana Brnabić (Première ministre de Serbie)
- Christian Bréchot (président de l’Institut Pasteur)[17]
- Didier Burkhalter (conseiller fédéral, chef du département fédéral des affaires étrangères (DFAE), Suisse)[11]
- Korn Chatikavanij (ancien ministre des Finances de Thaïlande)
- José Angel Cordova Villalobos (alors ministre de la Santé du Mexique)
- Amadou Gon Coulibaly (alors Premier ministre de Côte d’Ivoire)
- Chey Tae-Won (président de SK Group, république de Corée)
- Nelson Cunningham (président, McLarty Associates)[18]
- Ahmet Davutoglu (ancien Premier ministre de Turquie)
- Kemal Dervis (vice-président de la Brookings Institution responsable de l’économie mondiale et ancien ministre des Affaires économiques de Turquie)
- Bozidar Djelic (associé-gérant et responsable de l’Europe centrale et de l’Europe de l’Est, Lazard et ancien vice-Premier ministre de la Serbie)
- Saeb Erekat (négociateur en chef, Palestine)
- Heinz Fischer (président de la république d’Autriche)
- Fu Ying (alors vice-ministre des Affaires étrangères de la république populaire de Chine)[15]
- Cheikh Tidiane Gadio (président de l'Institut panafricain de stratégie (IPS), ancien ministre des Affaires étrangères, Sénégal)
- Robert Gates (ancien secrétaire à la Défense des États-Unis)[19]
- Elisabeth Guigou (présidente de la Commission des Affaires étrangères, Assemblée nationale)[14]
- Abdullah Gül (alors président de la république de Turquie)
- Angel Gurría (secrétaire général de l’OCDE)
- Richard Haass (président du Council on Foreign Relations (CFR))[19]
- Han Seung-soo (ancien Premier ministre de la république de Corée)
- Riad Hijab (ancien Premier ministre, Syrie)
- Maria van der Hoeven (alors directrice exécutive de l’Agence internationale de l’énergie)
- Jaap de Hoop Scheffer (alors secrétaire général de l’OTAN)
- Mo Ibrahim (fondateur et président, Fondation Mo Ibrahim)
- Toomas Hendrik Ilves (président de la république d’Estonie)
- Mugur Isarescu (gouverneur de la Banque nationale de Roumanie)[11]
- Vuk Jeremic (président du Centre pour la coopération internationale et le développement durable (CIRSD))[17]
- Paul Kagame (président du Rwanda)[20]
- John Kerr (membre de la Chambre des Lords)
- Mari Kiviniemi (secrétaire générale adjointe de l’OCDE)
- Haïm Korsia (grand rabbin de France)[21]
- Haruhiko Kuroda (gouverneur de la Banque centrale du Japon)[15]
- Bruno Lafont (co-président, LafargeHolcim)[15]
- Pascal Lamy (ancien directeur général de l’OMC)[19]
- John Lipsky (Senior Fellow, Foreign Policy Institute, Johns Hopkins University’s Paul H. Nitze School of Advanced International Studies (SAIS), ancien premier directeur général adjoint du Fonds monétaire international)
- Pauline Marois (alors Première ministre du Québec)
- Peter Maurer (président du Comité international de la Croix-Rouge)
- Dmitri Medvedev (alors président de la fédération de Russie)[22]
- S.A.S. le Prince Albert II (prince souverain de Monaco)[23]
- Mario Monti (ancien président du conseil des ministres italien)[24]
- Miguel Angel Moratinos (ancien ministre des Affaires étrangères espagnol)[15]
- Igor V. Morgulov (vice-ministre des Affaires étrangères de la fédération de Russie)
- Amr Moussa (alors secrétaire général de la Ligue des États arabes)[25]
- Louise Mushikiwabo (secrétaire générale de la Francophonie)
- Joseph Nye (professeur à la Kennedy School of Government de Harvard)
- Raila Amolo Odinga (alors Premier ministre du Kenya)
- Arkebe Oqubay (ministre et conseiller du premier ministre de l'Éthiopie)
- Guillaume Pepy (président du directoire de SNCF, et président directeur-général de l’ÉPIC SNCF Mobilités)
- Patrick Pouyanné (directeur général et président du comité exécutif, Total)[26]
- Alassane Ouattara (président de la république de Côte d’Ivoire)[27]
- Park Geun-hye (présidente de la république de Corée)[19]
- Edi Rama (Premier ministre d'Albanie)
- Didier Reynders (vice-Premier ministre et ministre des Affaires étrangères et européennes de Belgique)[28]
- Mary Robinson (ancienne présidente de la république d’Irlande)[29]
- Norbert Röttgen (président de la commission des Affaires étrangères du Bundestag, Allemagne)
- Kevin Rudd (président de l’Asia Society Policy Institute à New-York, 26e Premier ministre de l’Australie)
- Jin Roy Ryu (PDG de Poongsan Group)
- Nicolas Sarkozy (alors président de la République française)[30],[31]
- Boris Tadić (alors président de la république de Serbie)
- Nobuo Tanaka (ancien directeur exécutif de l’Agence internationale de l’énergie)
- Mostafa Terrab (PDG, OCP)[27]
- Jean-Claude Trichet (ancien président de la BCE)[11],[15]
- Hubert Védrine (ancien ministre des Affaires étrangères français)[14],[15]
- Wang Jisi (président de l'Institut des études stratégiques internationales, Université de Pékin)
- Lionel Zinsou (ancien Premier ministre du Bénin)[11]

## Lieu d’influence, de réflexion et de débat
Les réunions en trois formats - sessions plénières, ateliers et déjeuners/dîners-débats - sont articulées autour de l’idée d’une interaction constructive public-privé au plus haut niveau. Lors des sessions plénières, chaque intervenant a la parole, de manière égale et exclusive, quelle que soit la puissance de son pays d’origine,,.

## Lieu de rencontres informelles
Chaque participant est choisi individuellement en croisant différents critères, géographiques, fonctionnels et médiatiques. Pour permettre des rencontres fructueuses, le nombre des participants à chaque édition reste limité. Sur ces bases et dans un cadre d’accueil agréable, toutes les conditions sont réunies pour que les participants se sentent libres de leurs paroles, créant ainsi un lieu de rencontres de très haut niveau mais informelles,,.

## Suivi de la conférence
Les travaux de la conférence devant alimenter le débat public sont, pour l’essentiel, on the record et sont largement diffusés.
- Support papier

Chaque édition de la WPC donne lieu à la publication d’un rapport, qui rassemble les extraits les plus marquants des interventions ; il présente également la liste des profils de tous les participants, ainsi que celle de tous les partenaires. Les moments clés de chaque édition y sont illustrés par un grand nombre d’images. Chaque année, quelques milliers d’exemplaires de ce rapport bilingue (français et anglais) sont diffusés à travers le monde. Il est également téléchargeable au format PDF depuis le site de la WPC.
- Support en ligne

Le site web de la WPC donne accès non seulement aux archives des éditions passées mais également aux dernières informations sur la conférence à venir.
1. WPC TV : la WPC TV donne accès aux entretiens et aux déclarations des participants à la conférence[34].
2. Actes de conférence : chaque conférence donne lieu à la publication numérique des actes. L’intégralité des interventions y est publiée en vidéos et en textes[35].

- Réseaux sociaux et partage

La WPC est membre des réseaux Twitter, LinkedIn, Facebook, Instagram et Flickr. L’intégralité du contenu intellectuel des événements est par ailleurs sauvegardée en vidéo et accessible à tous sur YouTube.

## Éditions de la WPC
La World Policy Conference (WPC) a généralement lieu à la fin de l’année. 
Ci-dessous se trouve un tableau récapitulatif des différentes éditions qui se sont déroulées jusqu’alors.
| Édition     | Lieu                           | Dates                        |
| ----------- | ------------------------------ | ---------------------------- |
| 1re édition | Evian, France                  | 6-8 octobre 2008             |
| 2e édition  | Marrakech, Maroc               | 30 octobre-1er novembre 2009 |
| 3e édition  | Marrakech, Maroc               | 15-18 octobre 2010           |
| 4e édition  | Vienne, Autriche               | 9-11 décembre 2011           |
| 5e édition  | Cannes, France                 | 7-10 décembre 2012           |
| 6e édition  | Monaco                         | 13-15 décembre 2013          |
| 7e édition  | Séoul, Corée du Sud            | 8-10 décembre 2014           |
| 8e édition  | Montreux, Suisse               | 20-22 novembre 2015          |
| 9e édition  | Doha, Qatar                    | 20-22 novembre 2016          |
| 10e édition | Marrakech, Maroc               | 3-5 novembre 2017            |
| 11e édition | Rabat, Maroc                   | 26-28 octobre 2018           |
| 12e édition | Marrakech, Maroc               | 12-14 octobre 2019           |
| 13e édition |                                | Ne s'est pas tenue           |
| 14e édition | Abou Dabi, Émirats arabes unis | 1-3 octobre 2021             |
| 15e édition | Abou Dabi, Émirats arabes unis | 9-11 décembre 2022           |
| 16e édition | Abou Dabi, Émirats arabes unis | 3-5 novembre 2023            |
| 17e édition | Abou Dabi, Émirats arabes unis | 13-15 décembre 2024          |
| 18e édition | Chantilly, France              | 24-26 avril 2026             |